# Egzempcja
Egzempcja (łac. exemptio 'wybranie; wyjęcie' od ex 'od-, wy-, z' i emptio od emere 'brać; kupować') – określenie pochodzące z prawa kanonicznego, oznaczające przeniesienie osoby albo zespołu osób (np. zakonu) spod jurysdykcji jednego przełożonego kościelnego pod władzę innego, najczęściej wyżej postawionego w hierarchii, np. spod władzy ordynariusza lub proboszcza i poddanie go bezpośrednio wyższemu przełożonemu.
Obecny kodeks prawa kanonicznego w kan. 431 § 2 nakazuje, aby z reguły każda diecezja lub inny kościół partykularny należały do jakiejś prowincji kościelnej. Dopuszczone są jednak wyjątki.
Pojęcie to funkcjonowało również w sądownictwie staropolskim i oznaczało immunitet żołnierzy będących pod jurysdykcją hetmana, dyplomatów.